# 箱根町立箱根湿生花園

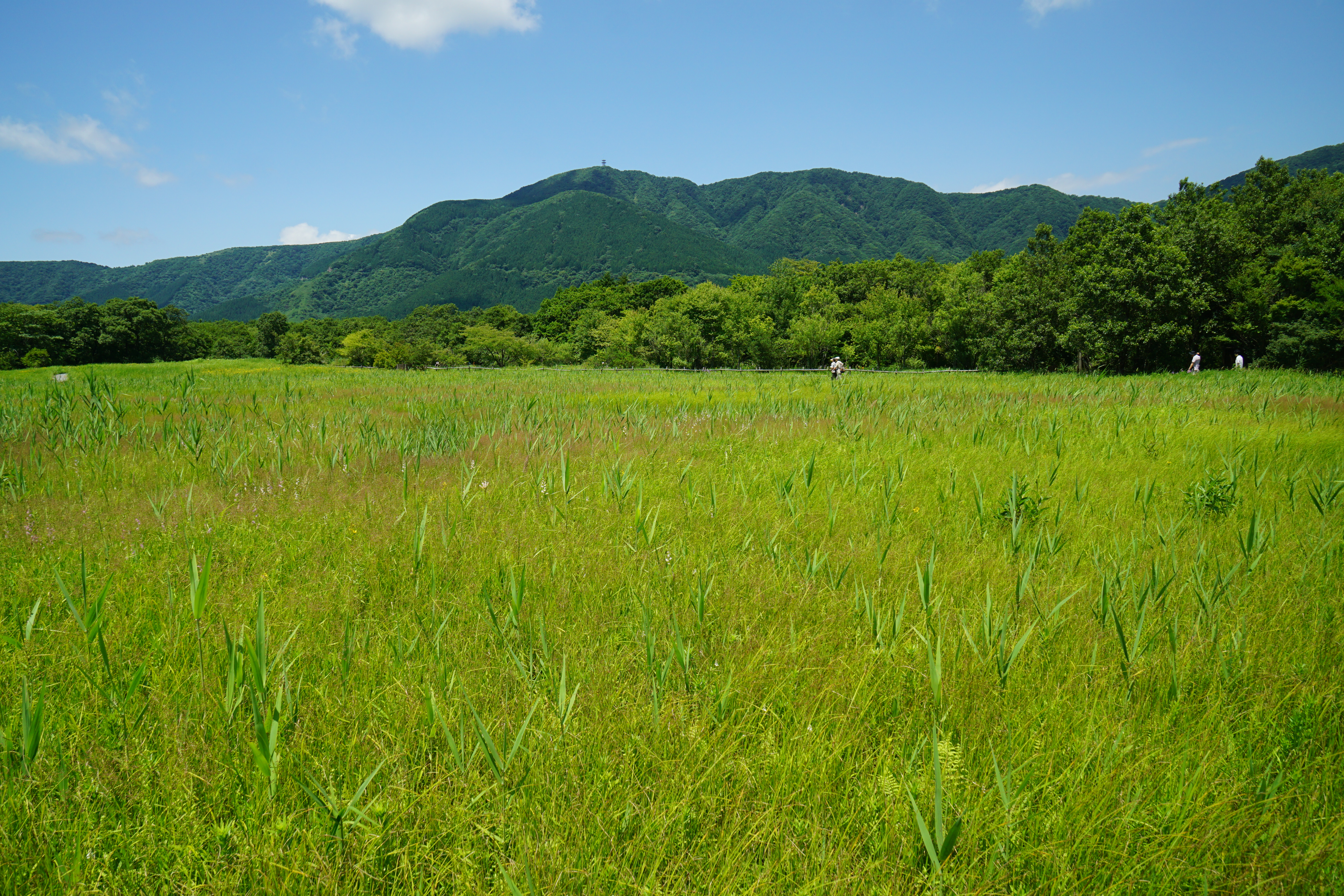
仙石原湿原

箱根町立箱根湿生花園（はこねちょうりつ はこねしっせいかえん）は、神奈川県足柄下郡箱根町仙石原にある植物園。売店や喫茶のほか、展示室といった施設も付帯した日本で初めての湿生植物園。

## 歴史
1976年（昭和51年）、仙石原湿原を知ってもらうため、また、湿原環境保護の見地から設けられた。
1979年（昭和54年）7月3日、昭和天皇、香淳皇后が須崎御用邸への移動途中に行幸啓。

## アクセス
- 箱根湯本駅より箱根登山バスにて仙石案内所前下車（40分）徒歩8分
- 強羅駅より観光施設めぐりバス(箱根登山バス)にて箱根湿生花園下車（30分）
- バスタ新宿・東京駅から高速バスにて仙石案内所前下車

## 利用案内
開園時間
- 9:00 - 17:00
- 最終入園は閉園時間の30分前まで可能
- 12月1日 - 3月19日まで冬期休園

入館料
- 大人（中学生以上）700円
- 小人（小学生）400円

## 植物
春
- ミズバショウ（水芭蕉）
- ザゼンソウ（座禅草）
- フクジュソウ（福寿草）
- ミスミソウ（三角草）
- トキワイカリソウ（常盤錨草）
- カタクリ（片栗）
- オオバナノエンレイソウ（大花の延令草）
- サクラソウ（桜草）
- カキツバタ（杜若）
- ヒメシャクナゲ（姫石楠花）
- ニリンソウ（二輪草）
- クロユリ（黒百合）

夏
- ニッコウキスゲ（日光黄菅）
- ハマナス（浜梨）
- ノハナショウブ（野花菖蒲）
- ヒメユリ（姫百合）
- ハス（蓮）
- カワラナデシコ（河原撫子）
- コオニユリ（小鬼百合）

秋・冬
- マツムシソウ（松虫草）
- リンドウ（竜胆）
- オオモミジ（大紅葉）

## その他
- 「とってよいのは写真だけ」という洒落の効いた立て看板がある。